# Lou Costello
Lou Costello, pseudonimo di Louis Francis Cristillo (Paterson, 6 marzo 1906 – Los Angeles, 3 marzo 1959), è stato un attore e comico statunitense.
Noto in Italia come Pinotto, insieme a Bud Abbott costituiva il duo Gianni e Pinotto.

## Biografia

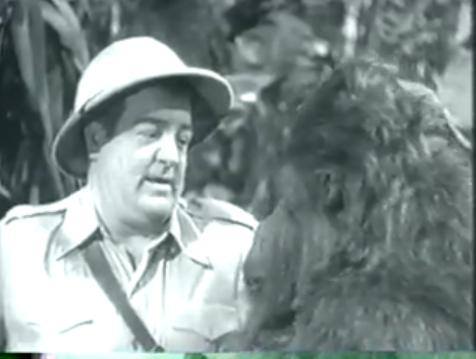
Lou Costello in Africa strilla

Costello nacque a Paterson, nel New Jersey, il 6 marzo del 1906, figlio di Sebastiano Cristillo, un immigrato italiano originario di Caserta (quartiere Puccianiello) in Campania, e di Helen Rege, una casalinga statunitense di origini italiane, francesi e irlandesi (il nonno di lei, Francesco Rege, era del Piemonte). In sodalizio con Bud Abbott formò il duo comico Gianni e Pinotto, dal 1939 fino al 1957, anno della definitiva rottura della coppia.
Costello girò numerosi film con Abbott, tra i più famosi Gianni e Pinotto reclute (1941), Il cervello di Frankenstein (1948), Africa strilla (1949) e Gianni e Pinotto contro l'uomo invisibile (1951). Il suo ultimo film, girato senza Abbot, è The 30 Foot Bride of Candy Rock (1959). Nella maggior parte dei ruoli, Abbott e Costello interpretavano poliziotti o detective pasticcioni alle prese con banditi, mafiosi o addirittura mostri leggendari. Costello (doppiato in Italia prevalentemente da Carlo Romano) recitava sempre la parte del più fifone e goffo, mentre Abbott era il più coraggioso, ma poco più intelligente di lui. Questi caratteri della coppia avevano molto in comune con il duo comico Laurel & Hardy.
Dopo lo scioglimento della coppia, Costello, analogamente ad Abbott, ebbe seri problemi con la finanza per evasione fiscale e morì nel 1959 a causa di un arresto cardiaco.

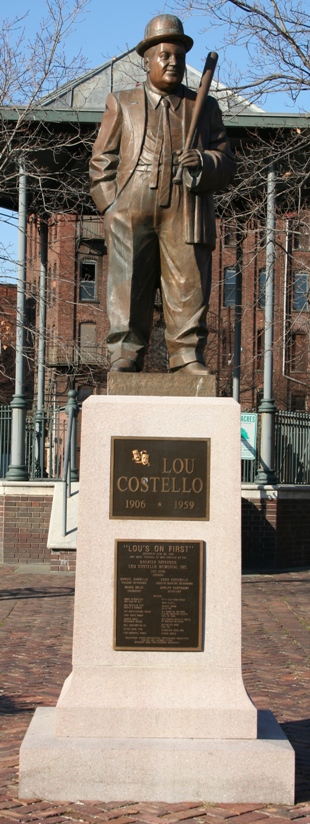
Statua di Lou Costello nel parco di Paterson (New Jersey)

## Filmografia parziale

### Cinema
- La battaglia del secolo (The Battle of the Century), regia di Clyde Bruckman (1927)
- I cosacchi (The Cossacks), regia di George W. Hill e (non accreditato) Clarence Brown (1928)
- One Night in the Tropics, regia di A. Edward Sutherland (1940)
- Gianni e Pinotto reclute (Buck Privates), regia di Arthur Lubin (1941)
- Allegri naviganti (In the Navy), regia di Arthur Lubin (1941)
- L'inafferrabile spettro (Hold That Ghost), regia di Arthur Lubin (1941)
- Razzi volanti (Keep 'em Flying), regia di Arthur Lubin (1941)
- Gianni e Pinotto tra i cowboys (Ride 'em Cowboy), regia di Arthur Lubin (1942)
- Rio Rita, regia di Sylvan Simon (1942)
- Gli eroi dell'isola (Pardon My Sarong), regia di Erle C. Kenton (1942)
- Gianni e Pinotto detectives (Who Done It?), regia di Erle C. Kenton (1942)
- It Ain't Hay, regia di Erle C. Kenton (1943)
- Avventura in montagna (Hit the Ice), regia di Charles Lamont (1943)
- Gianni e Pinotto in società (In Society), regia di Jean Yarbrough (1944)
- Sperduti nell'harem (Lost in a Harem), regia di Charles Reisner (1944)
- Gianni e Pinotto fra le educande (Here Come the Co-eds), regia di Jean Yarbrough (1945)
- L'arca di Noè (The Naughty Nineties), regia di Jean Yarbrough (1945)
- Gianni e Pinotto a Hollywood (Abbott and Costello in Hollywood), regia di S. Sylvan Simon (1945)
- Il piccolo gigante (Little Giant), regia di William A. Seiter (1946)
- Se ci sei batti due colpi (The Time of Their Lives), regia di Charles Barton (1946)
- Addio all'esercito (Buck Privates Come Home), regia di Charles Barton (1947)
- La vedova pericolosa (The Wistful Widow of Wagon Gap), regia di Charles Barton (1947)
- Il cervello di Frankenstein (Bud Abbott and Lou Costello Meet Frankenstein), regia di Charles Barton (1948)
- Gianni e Pinotto contro i gangsters (The Noose Hangs High), regia di Charles Barton (1948)
- Corrida messicana (Mexican Hayride), regia di Charles Barton (1948)
- Gianni e Pinotto e l'assassino misterioso (Bud Abbott and Lou Costello Meet the Killer Boris Karloff), regia di Charles Barton (1949)
- Africa strilla (Africa Screams), regia di Charles Barton (1949)
- Gianni e Pinotto nella legione straniera (Bud Abbott and Lou Costello in the Foreign Legion), regia di Charles Lamont (1950)
- Gianni e Pinotto contro l'uomo invisibile (Bud Abbott and Lou Costello Meet the Invisible Man), regia di Charles Lamont (1951)
- Comin' Round the Mountain, regia di Charles Lamont (1951)
- Il giardino incantato (Jack and the Beanstalk), regia di Jean Yarbrough (1952)
- Gianni e Pinotto al Polo Nord (Lost in Alaska), regia di Jean Yarbrough (1952)
- Kidd il pirata (Abbott and Costello Meet Captain Kidd), regia di Charles Lamont (1952)
- Viaggio al pianeta Venere (Abbott and Costello Go to Mars), regia di Charles Lamont (1953)
- Abbott and Costello Meet the Keystone Kops, regia di Charles Lamont (1954)
- Gianni e Pinotto contro il dottor Jekyll (Abbott and Costello Meet Dr Jekyll & Mr Hyde), regia di Charles Lamont (1955)
- Il mistero della piramide (Abbott and Costello Meet the Mummy), regia di Charles Lamont (1955)
- Gianni e Pinotto banditi col botto (Dance With Me, Henry!), regia di Charles Barton (1956)
- The 30 Foot Bride of Candy Rock, regia di Sidney Miller (1959)

### Televisione
- General Electric Theater – serie TV, episodio 7x01 (1958)

## Doppiatori italiani
- Carlo Romano in Gianni e Pinotto reclute, Allegri naviganti, L'inafferrabile spettro, Razzi volanti, Gianni e Pinotto tra i cowboys, Rio Rita, Gli eroi dell'isola, Gianni e Pinotto detectives, Avventura in montagna, Sperduti nell'harem, Gianni e Pinotto fra le educande, Il piccolo gigante, Se ci sei batti due colpi, Addio all'esercito, Il cervello di Frankenstein, Gianni e Pinotto contro i gangsters, Corrida messicana, Gianni e Pinotto e l'assassino misterioso, Gianni e Pinotto nella legione straniera, Gianni e Pinotto contro l'uomo invisibile, Il giardino incantato, Gianni e Pinotto al Polo Nord, Kidd il pirata, Viaggio al pianeta Venere, Gianni e Pinotto contro il dottor Jekyll, Il mistero della piramide
- Enrico Luzi in Africa strilla